# Anttila, Lojo
Anttila är stadsdel nummer 1 i Lojo stad i Finland. Den största delen av Lojo centrum finns i Anttila. Anttilas grannstadsdelar är Ahtsalmi, Pitkäniemi, Hiidensalmi, Präsrgården, Moisio och Keskilohja. Namnet Anttila härstammar från den före detta Anttila gård som fanns på området. 
I söder fungerar Stamvägen 25 som en gräns mellan Anttila och Keskilohja. I sydväst följer gränsen mellan Anttila och Ahtsalmi linjan Vuorinengatan - Åsgatan - Postgatan - Aurlaxgatan - Strandparken - Bryggatan. I nordväst fungerar Immogatan som gräns mellan Anttila och Pitkäniemi. Anttilas nordligaste gräns ligger i korsningen mellan Strandparken och Karstuvägen och den korta gränsen mellan Anttila och Hiidensalmi går genom Karstuvägen fram till korsningen med Tytyrigatan. Därefter gränsas Anttila från Prästgården först genom Stationsgatan, och därefter genom Järnvägsgatan, Kyrkogatan och Sibeliusgatan. Den före detta Lojo strandjärnväg utgör gräns mellan Anttila och Moisio i nordost.

## Tjänster
Den största delen av Lojo centrums tjänster ligger i stadsdelen Anttila. Bland annat Lojo stadshus Monkola, Gymnasium Lohjan Yhteislyseon lukio, Lojo yrkesskola och skolor Tytyrin koulu, Anttilan koulu samt med Harjun koulu ligger på området. Också köpcentret Lohi samt med köpcentret Lohjantähti ligger i Anttila.